# Musée de la Faïence (Marseille)
Le musée de la Faïence à Marseille ouvert au public depuis juin 1995, se situait au 157 avenue de Montredon 13008 Marseille. Il ferme définitivement ses portes le 31 décembre 2012 pour permettre le transfert de ses collections vers le nouveau musée des Arts décoratifs, de la Faïence et de la Mode, ouvert en juin 2013 au château Borély.
Il était aménagé dans une bastide du XIXe siècle dénommée château Pastré du nom de son ancien propriétaire Eugène Pastré (1806-1868) négociant et armateur avec ses quatre frères dont Jean-Baptiste qui fut président de la chambre de commerce et reçut à ce titre Napoléon III pour l’inauguration du palais de la Bourse. Le château se trouve à l’extrémité d’une grande allée à l’intérieur d’un vaste domaine de 120 ha appelé campagne Pastré et offert par la famille éponyme à la ville de Marseille.

## Le château
Eugène Pastré et son épouse Céline de Beaulincourt-Marles avaient souhaité faire construire une résidence digne des festivités et réunions mondaines qu’ils donnaient. Vers 1860 ils en confient la construction à l’architecte parisien Jean-Charles Danjoy (1806-1862) qui avait effectué à la demande de la ville de Marseille un premier projet non retenu pour la réalisation du palais Longchamp. Cette bastide présente une architecture polychrome avec des briques roses et des pierres blondes rythmée par des courbes et contre-courbes.
L’aménagement du château permet d’y exposer près de 1 500 pièces de céramique. Toutes les pièces exposées au rez-de-chaussée ont cependant été enlevées il y a quelques années, les vitrines étant restées entièrement vides depuis.

## Les faïences de Marseille

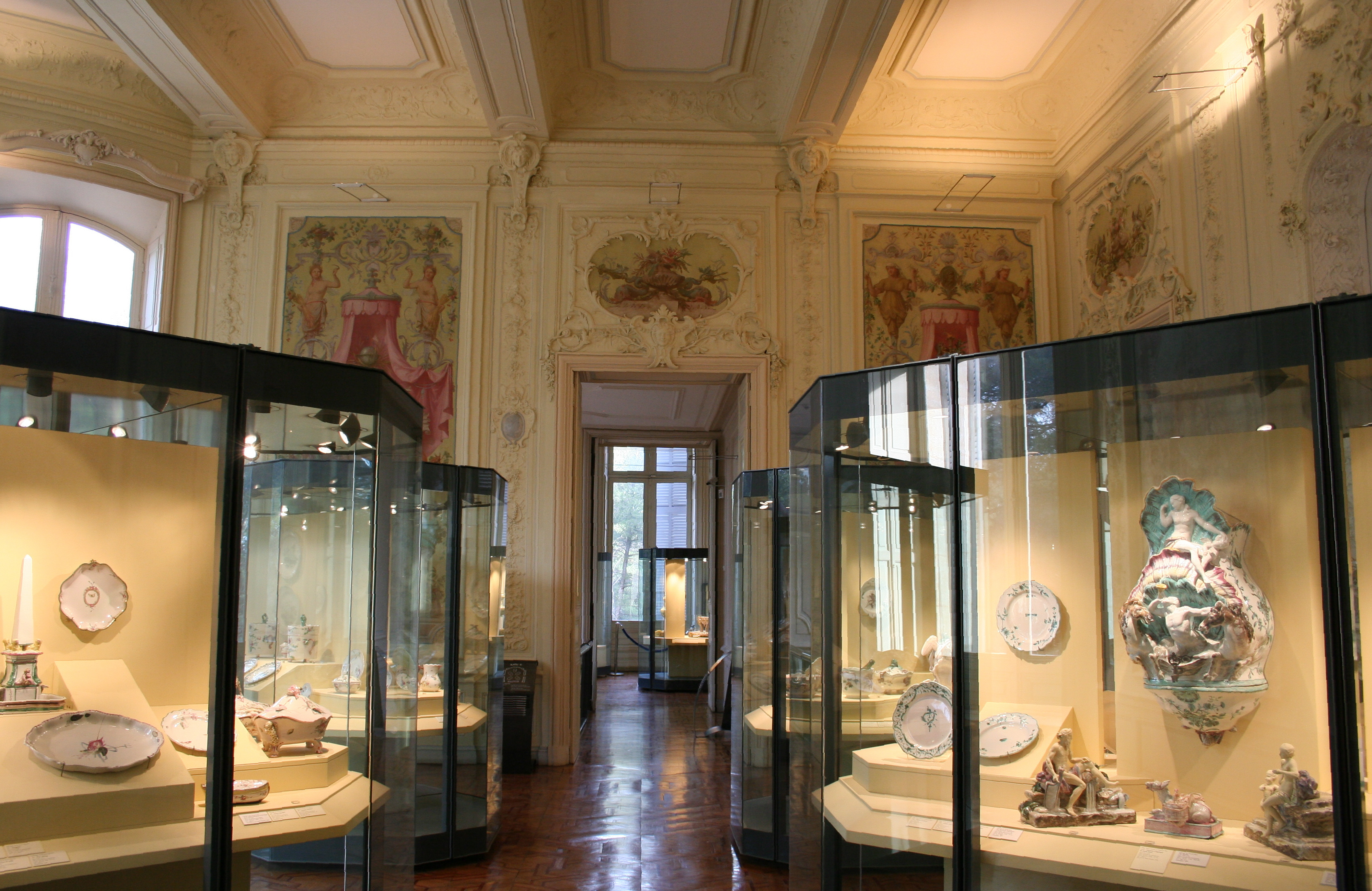
Intérieur du musée.

Une première faïencerie fut créée par un italien, Jean Angeli, vers 1525 dans la banlieue de Marseille, au château de Saint-Marcel où son propriétaire Charles de Forbin lui fit construire un four. Au début du XVIIe siècle, Antoine de Clérissy produit des faïences de qualité et s’installe à Paris. Après cette première production de faible importance, la réapparition de l’art de la faïence à Marseille est l’œuvre d’un personnage considérable par son influence et sa richesse, Joseph Fabre (1634-1717) ancien consul, homme de finances, propriétaire d’une manufacture de soie et banquier du duc de Savoie. En 1675 il fait venir de Moustiers-Sainte-Marie (Alpes-de-Haute-Provence) Joseph Clérissy et l’installe dans sa propriété de Saint-Jean du Désert, lançant ainsi la fabrication de la faïence de Marseille. Cette industrie se développera  à partir de la fin du XVIIe siècle et connaîtra son plein épanouissement dans la seconde moitié du XVIIIe siècle entre 1750 et la Révolution.
L’augmentation de la demande est due à un accroissement de la population et à la montée d’une bourgeoisie recherchant les objets de luxe. Le raffinement de l’environnement domestique et le rituel de l’art de la table provoquent un développement d’une production de grande qualité.
Les principaux faïenciers de Marseille dont les œuvres sont exposées dans ce musée sont :

### Joseph Clérissy
Il est le premier fabricant de faïence à Marseille ayant une importance significative. À sa mort, la direction de la fabrique est assurée de 1688 à 1697 par François Viry qui s’était marié avec la veuve du défunt, Anne Roux. La direction est ensuite assurée par Antoine Clérissy, fils de Joseph, de 1697 à 1722. À cette date, Antoine Clérissy loue une fabrique à la plaine Saint-Michel, puis s’établit à la Joliette où il poursuit son activité jusqu’en 1732. Il meurt en 1748.
La production de cet atelier se caractérise par une sobriété des couleurs. Les décors sont inspirés de scènes à caractère historique, mythologique, religieux ou romanesque.

Faïences Joseph Clérissy
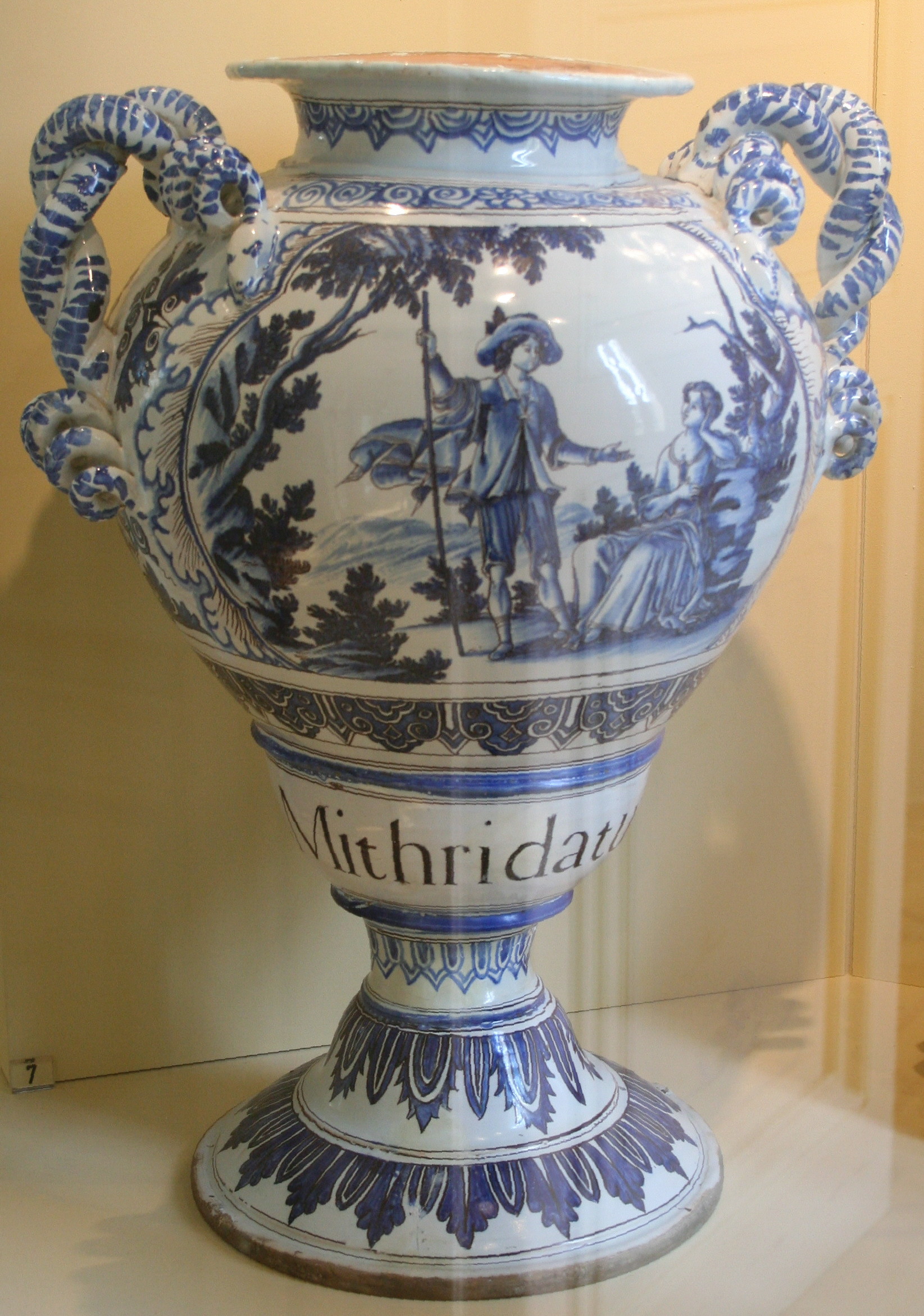
vase de Pharmacie
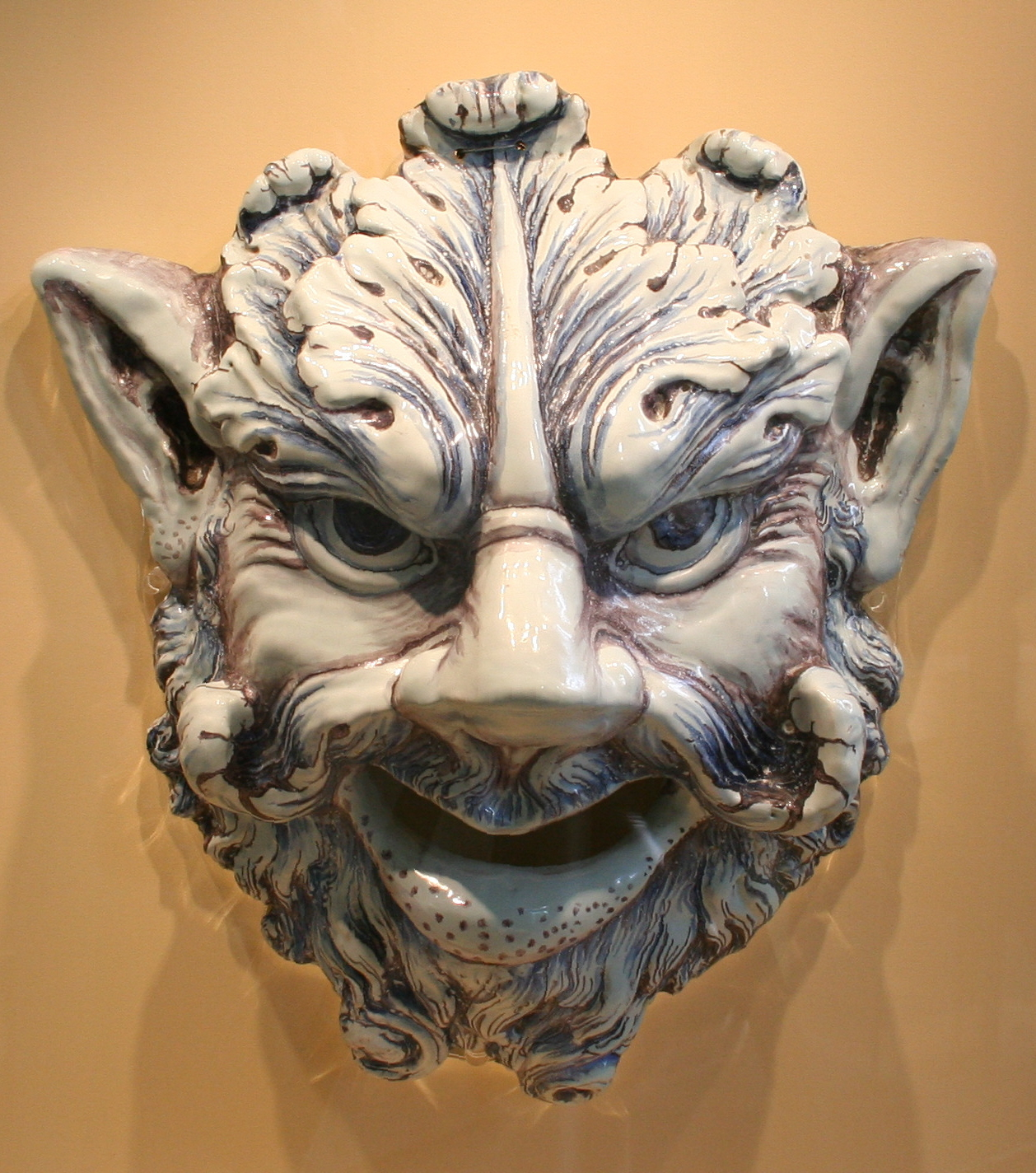
Mascaron
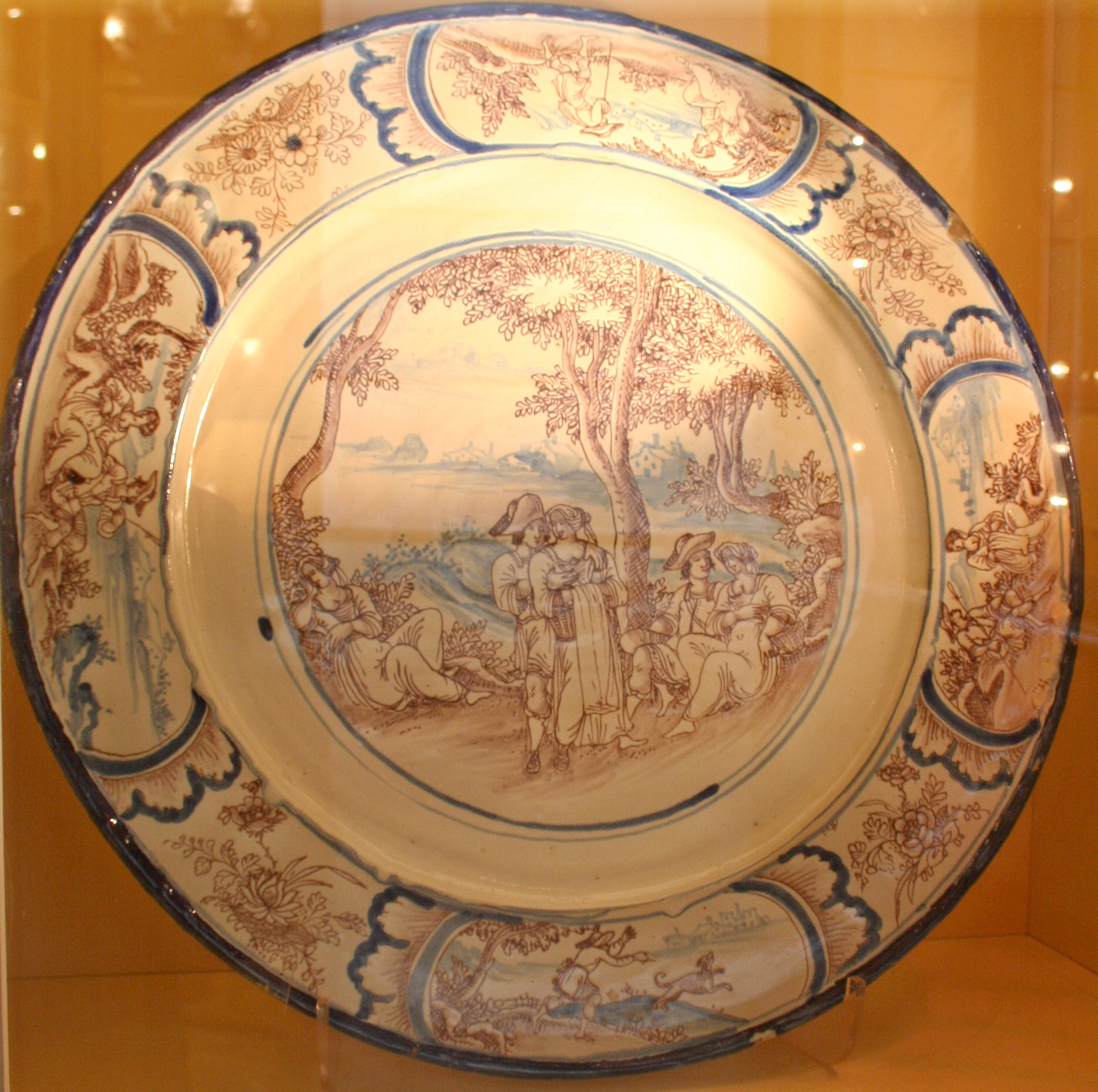
Plat circulaire
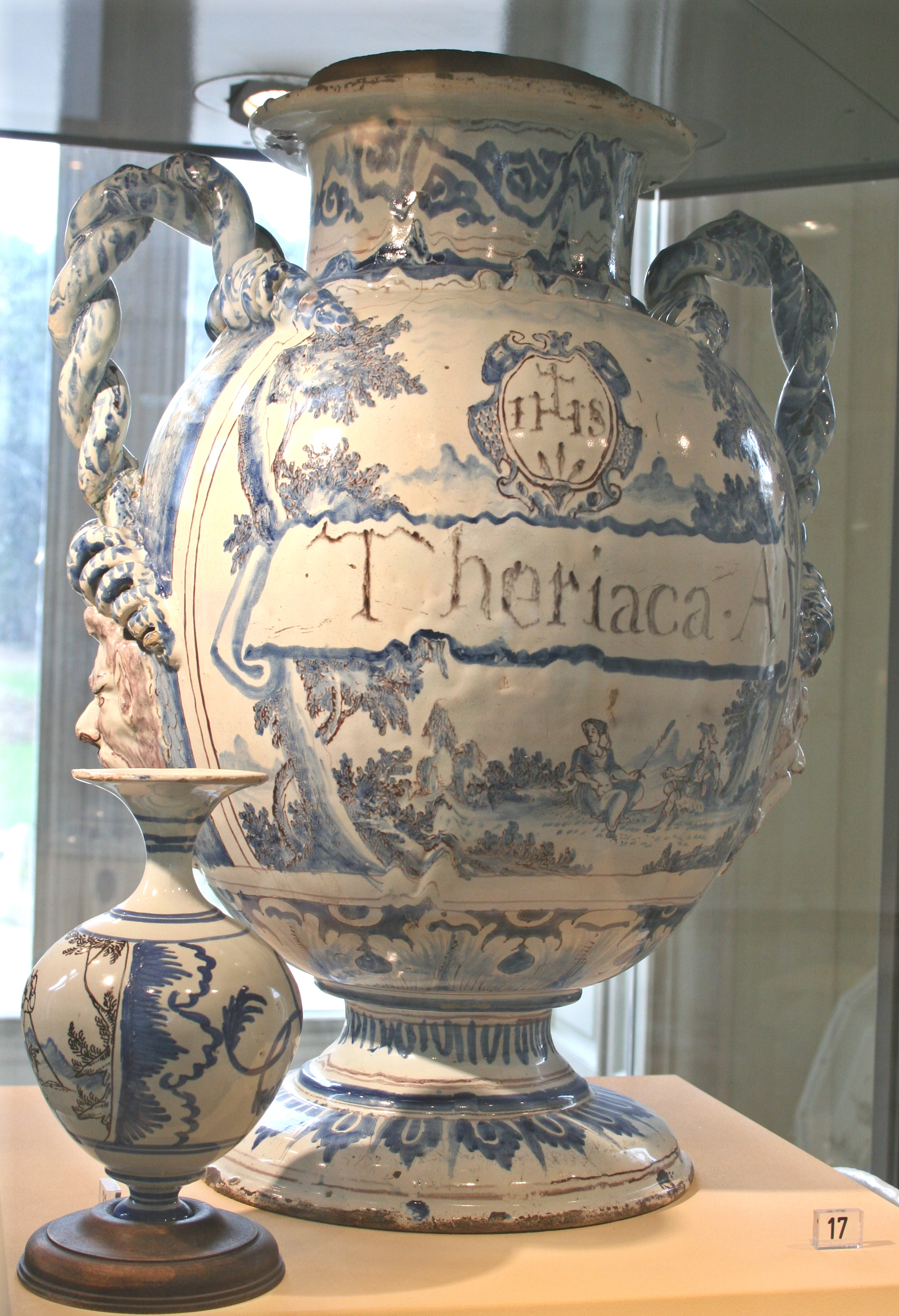
vase de Pharmacie

### Madeleine Héraud et Louis Leroy
Anne Clérissy (1664-1710), fille d’Antoine Clérissy, avait épousé Étienne Héraud. Elle lègue à sa fille Madeleine Héraud (1685-1749), mariée à Louis Leroy, une faïencerie située près de la porte d’Aix sous réserve qu’elle s’entende avec Joseph Fauchier pour continuer l’exploitation. En 1727 cette fabrique est expropriée lors de l’ouverture de la rue d’Aix et de la création de la place Pentagone (actuellement place Marceau). La faïencerie dirigée d’abord par Madeleine Héraud puis par son fils Louis Leroy (1704-1778) prénommé comme son père, est située rue de la Calade. À la mort de sa mère en 1749, Louis Leroy crée une nouvelle fabrique près de la porte Paradis. Son fils Antoine Leroy prend la suite mais meurt en 1780 deux ans seulement après son père.
Cette production essentiellement de grand feu se caractérise au début de la production par une influence rouennaise avec des compositions symétriques avec l’emploi du bleu et du rouge. Après 1750 un style orientalisant ou grotesque est utilisé.

### Joseph Fauchier
Joseph Fauchier (1687-1751) est né à Peyruis dans les Alpes-de-Haute-Provence. Après avoir assuré la direction de la faïencerie de Madeleine Héraud et Louis Leroy de 1710 à 1728, Joseph Fauchier crée en 1730 sa propre entreprise qui devient une des plus grandes fabriques de la première moitié du XVIIIe siècle. Cette faïencerie se situe place Pentagone. Il fait venir à Marseille son neveu qui s’appelle également Joseph Fauchier et dirigera l’entreprise de 1751 jusqu’à sa mort en 1789, date où le fils de ce dernier Joseph-François prend la suite jusqu’à la fermetrure définitive en 1795. Plusieurs artistes de talent travailleront pour le maître : Joseph Viry et Jean Rome, ce dernier étant un céramiste de Montpellier. Une rue de Marseille porte le nom de Joseph Fauchier.
Au début de la production sont utilisés les décors « à la Berain ». Des pièces de style rouennais sont produites. Par la suite des guirlandes ou volutes de feuillage encadrant des paysages sont employées. Il produit des pièces à paysages polychromes du genre Moustiers ainsi que des pièces « à la Chine ». Coloriste et chimiste, il utilise aussi le décor de fleurs jetées au naturel. Il exécute également de nombreuses statues.

Faïences Fauchier
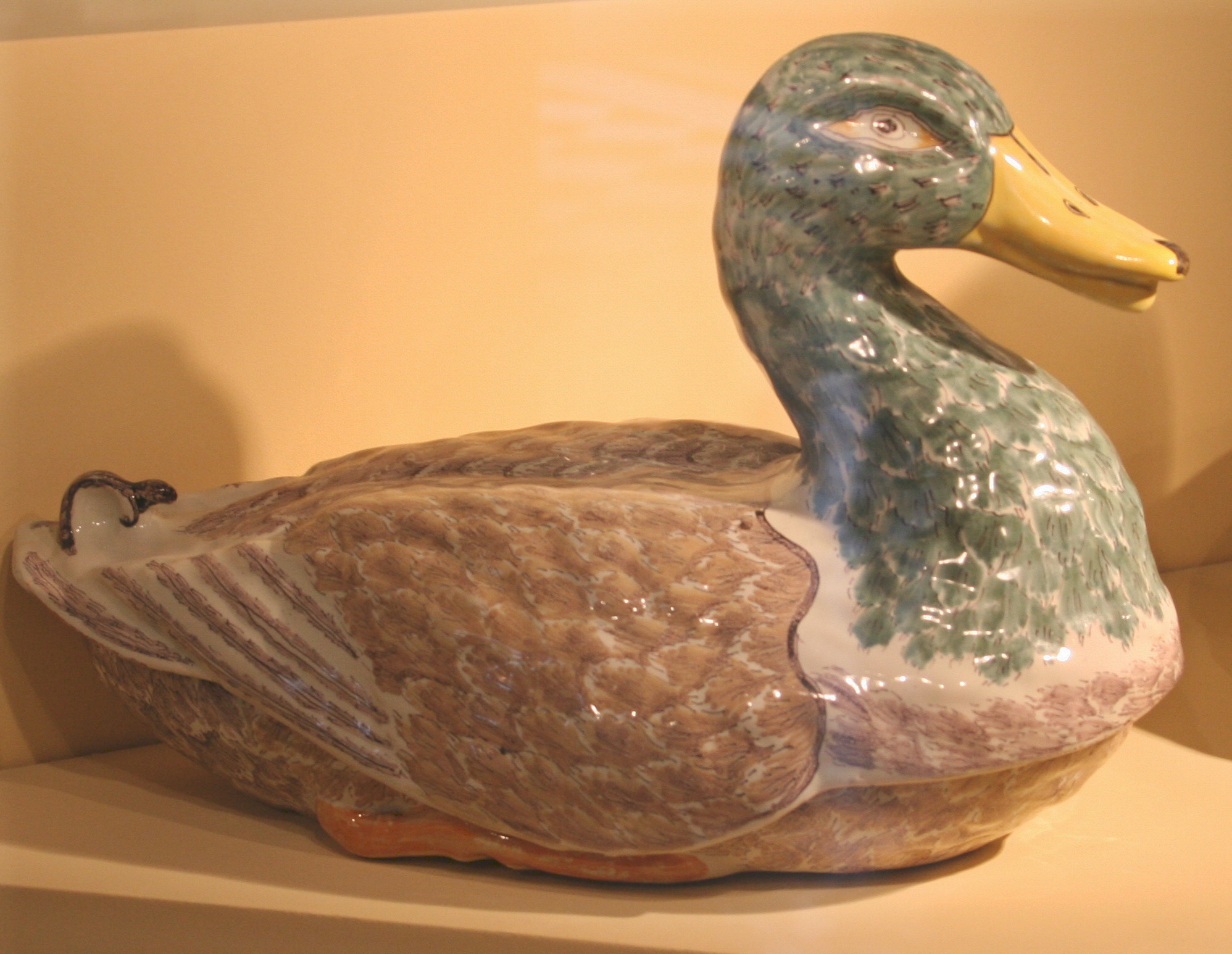
Terrine en forme de canard
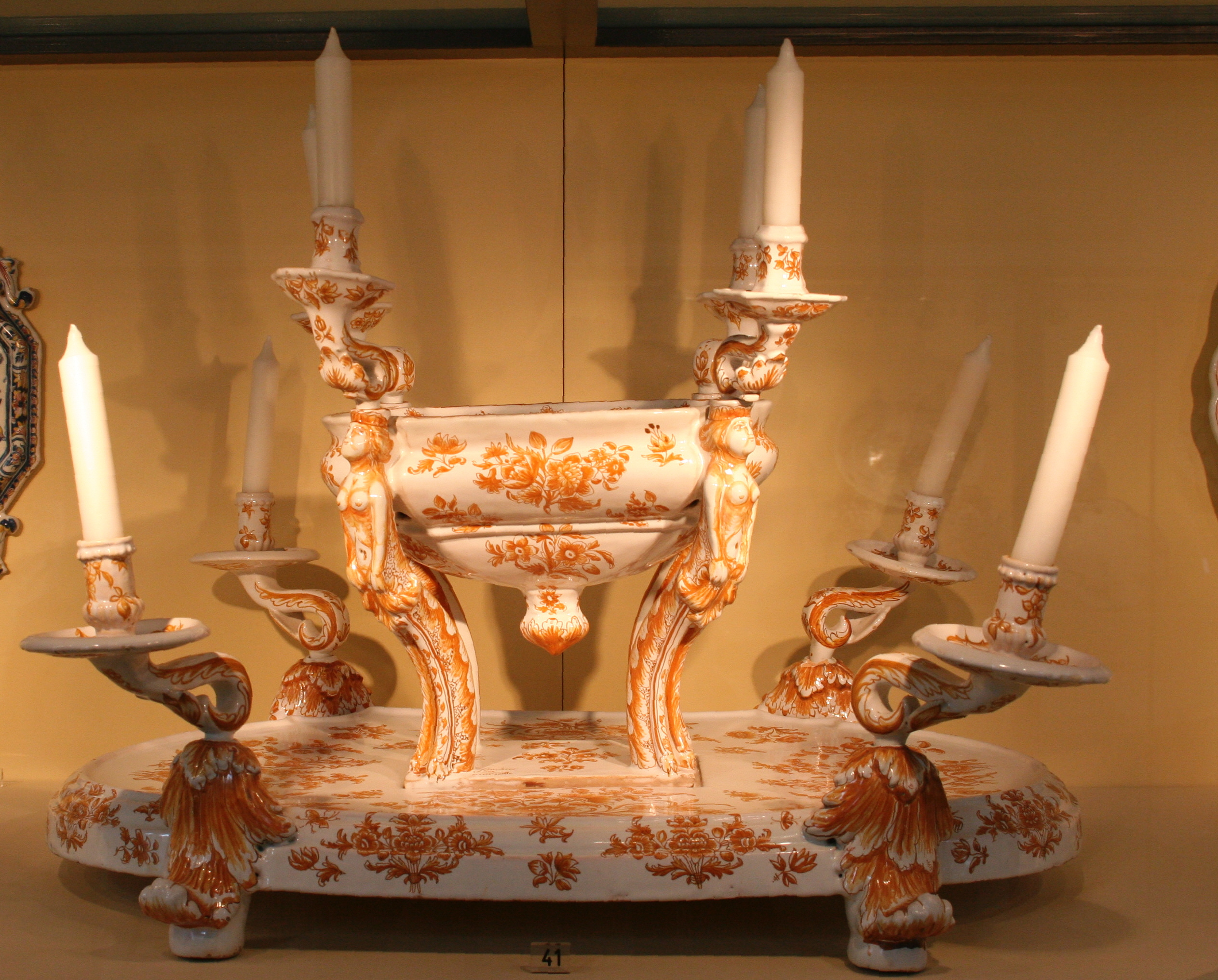
Surtout de table
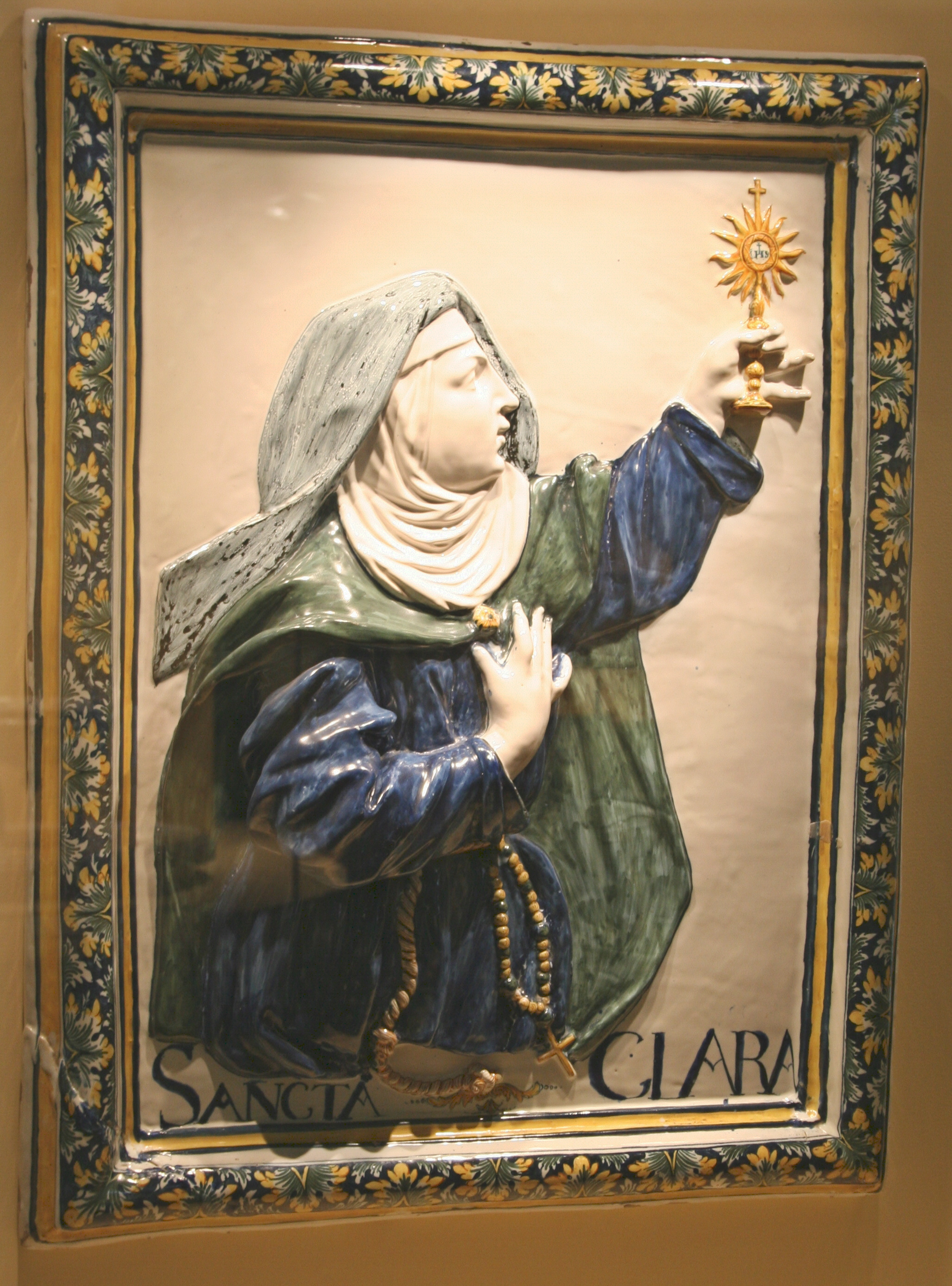
Sainte Claire
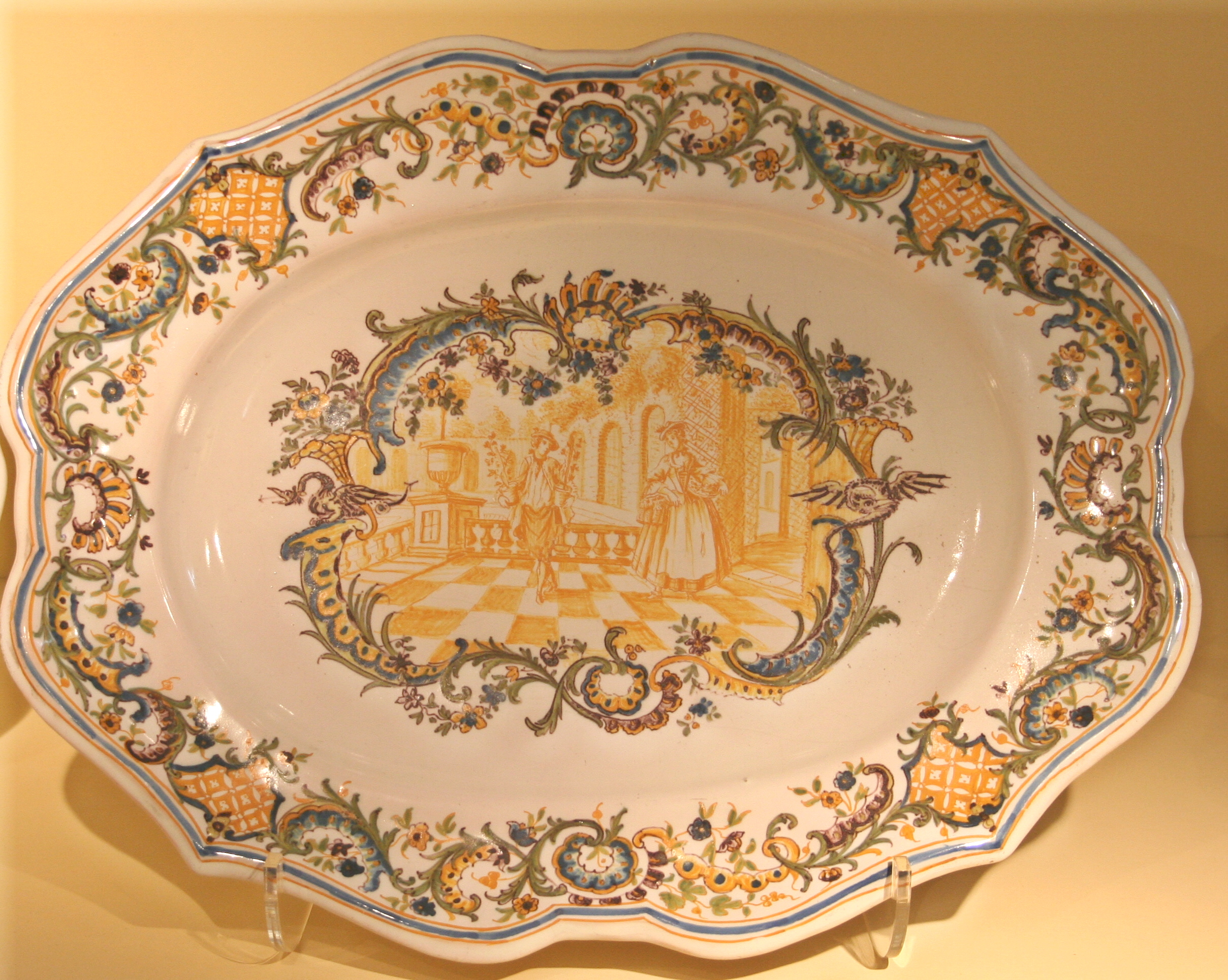
Plat oblong

### Veuve Perrin
Claude Perrin, né à Nevers le 20 avril 1696, vient se fixer à Marseille en 1733 où il meurt le 25 mars 1748. Sa veuve, Pierrette Candelot, originaire de Lyon, continue la fabrication sous le nom de « veuve Perrin ». Elle passe un contrat d’association avec Honoré Savy, formé à l’Académie de peinture et de sculpture de Marseille. Cette coopération durera de 1760 à 1770 mais plus faiblement à partir de 1764, date où Savy fonde sa propre entreprise. En 1774 la veuve Perrin forme une deuxième association avec son fils et Antoine Abellard, petit-fils d’Antoine Clérissy. Elle poursuivra l’exploitation jusqu’à sa mort en 1794. Son fils Joseph et sa fille Anne lui succéderont jusqu’à la fermeture définitive, en 1803.
Elle utilise la technique de décoration au petit feu qui permet d’obtenir par cuissons successives différentes couleurs rivalisant avec celles de la porcelaine. La production se caractérise par une grande diversité de formes et de décors. Les types des décors sont très variés : décor polychrome sur émail de couleur jaune, décor imitation Chine, décor aux poissons, aux paysages, aux animaux, aux fleurs, décor en camaïeu vert. Des statuettes et objets de fantaisie sont également produits.

Faïences Veuve Perrin
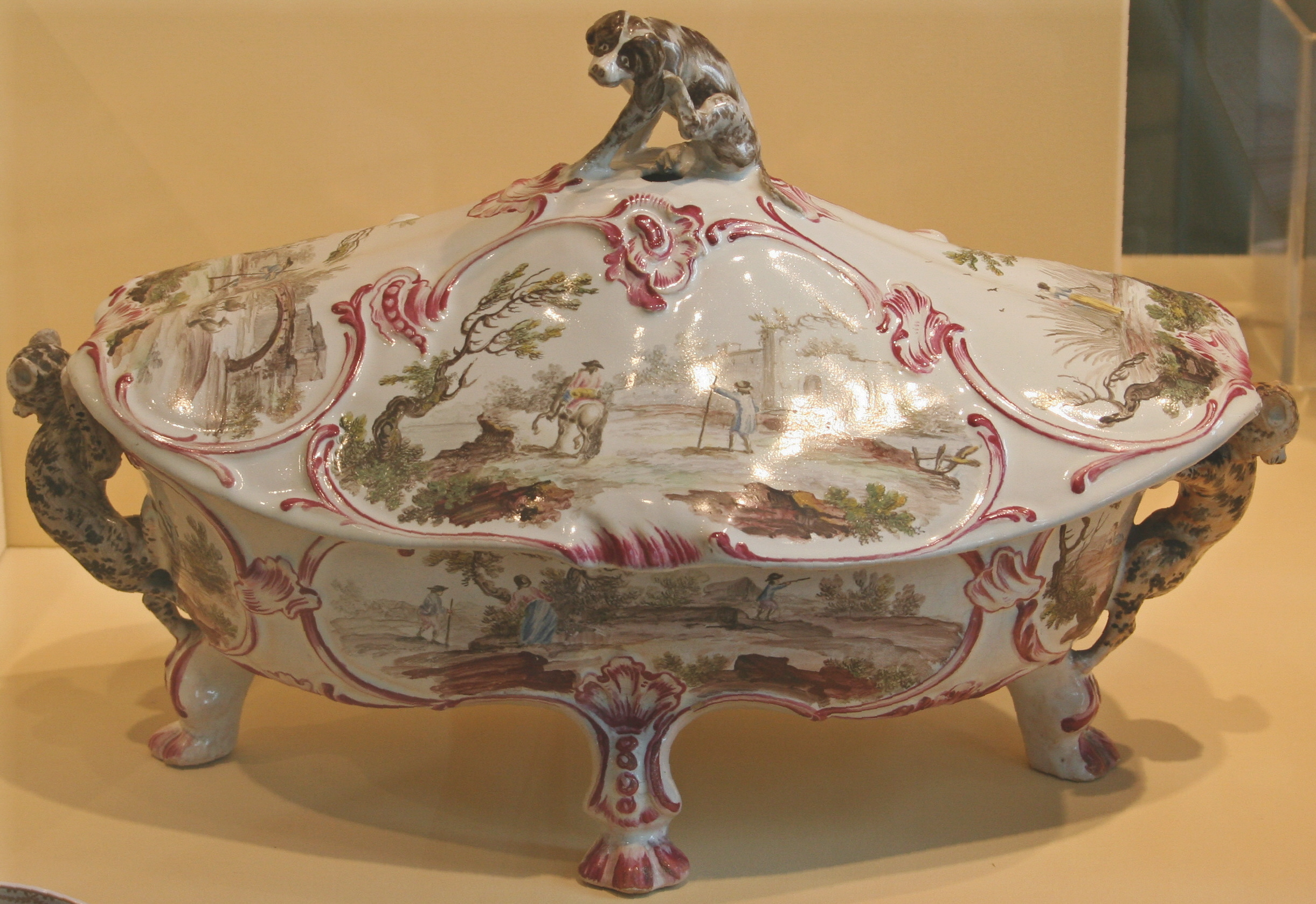
Terrine avec chien se grattant l'oreille
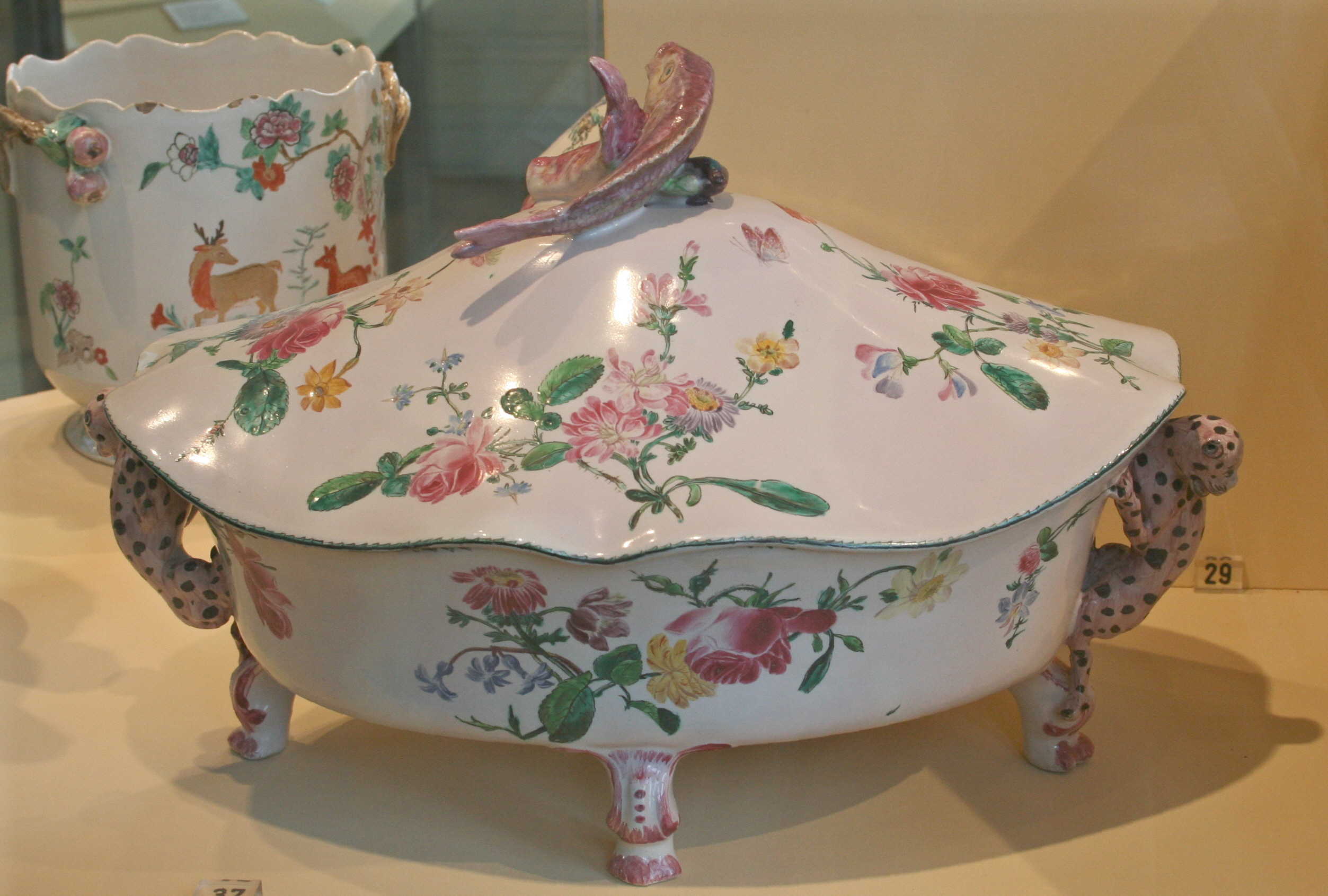
Terrine oblongue
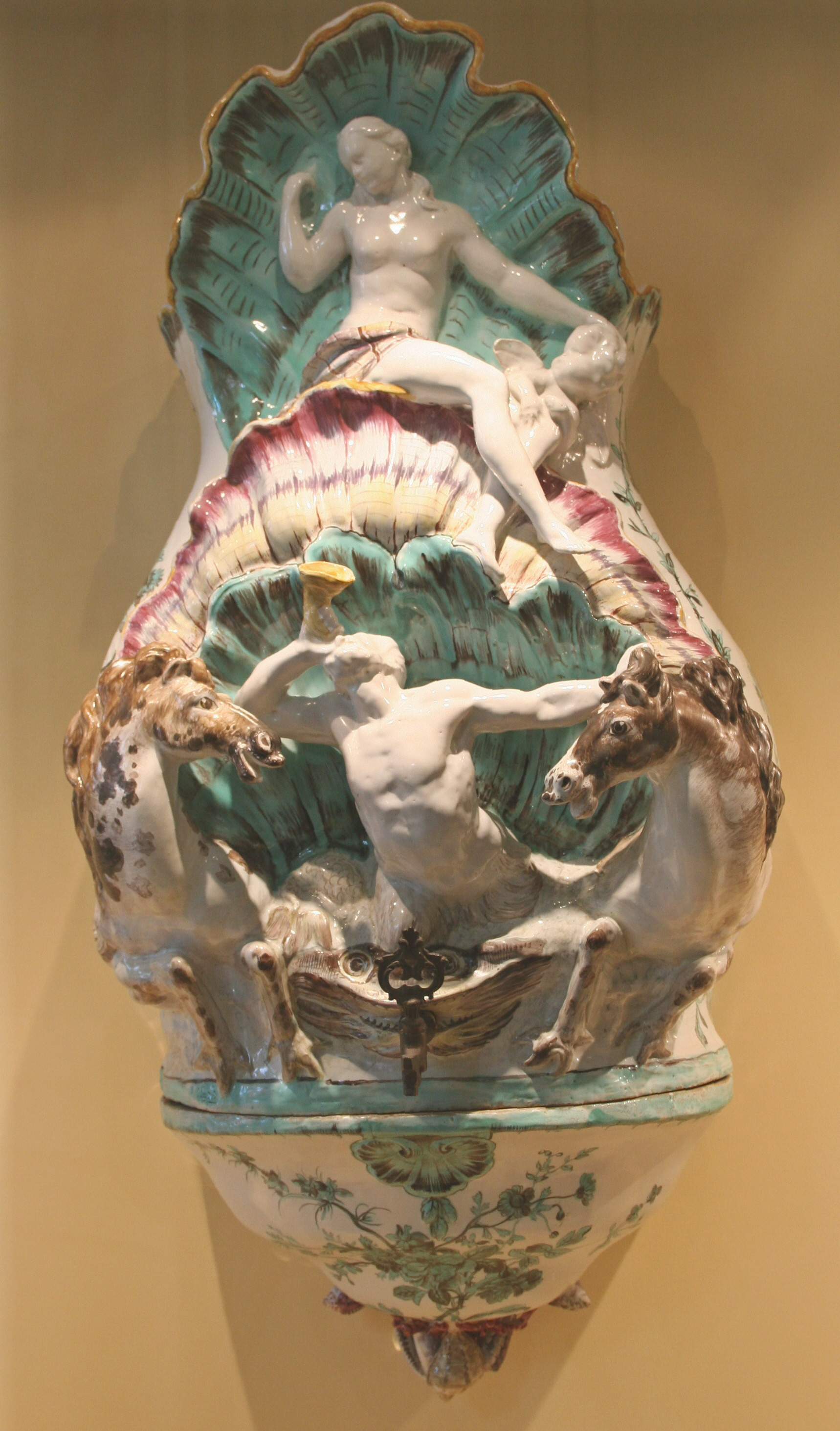
Fontaine d'applique
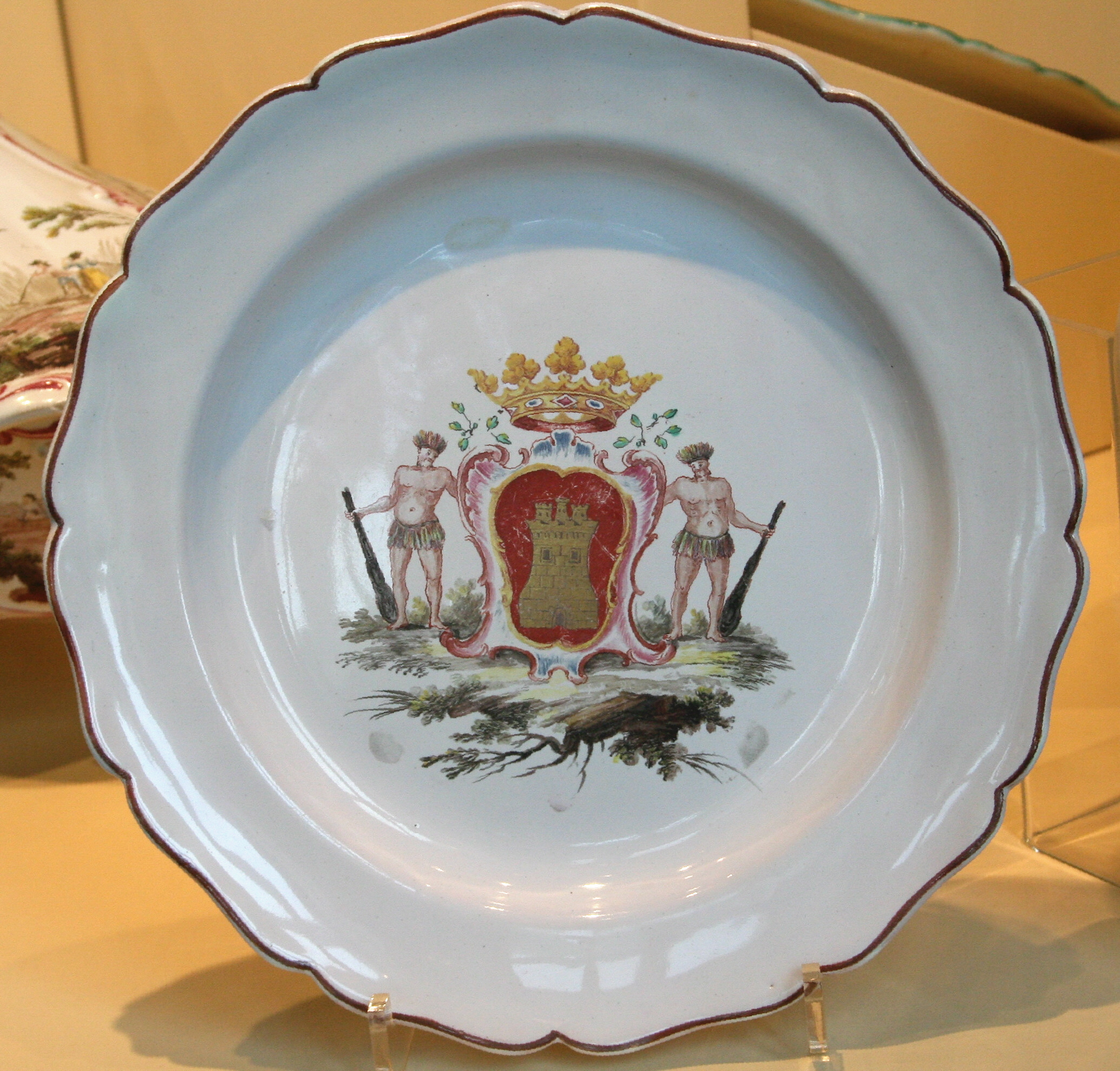
Assiette

### Honoré Savy
Né en 1725, il travaille comme simple ouvrier chez Joseph Esprit Leroy puis en collaboration avec la veuve Perrin de 1760 à 1770. Dès 1764, il fonde sa propre faïencerie près de celle de la veuve Perrin. En 1767, il arme un navire pour vendre sa production en Guadeloupe. En juillet 1777, il accueille le frère du roi, comte de Provence et futur Louis XVIII qui met sa fabrique sous sa protection et permet que ses armoiries soient mises sur sa porte. Sans descendance, il poursuit son activité jusqu’à son décès, le 24 septembre 1790.
Il utilise des thèmes classiques de décoration : fleurs, paysages, marines et poissons. Il serait l’inventeur d’une couleur verte, tirée du cuivre, utilisée sur des pièces en camaïeu vert.

Faïences Honoré Savy
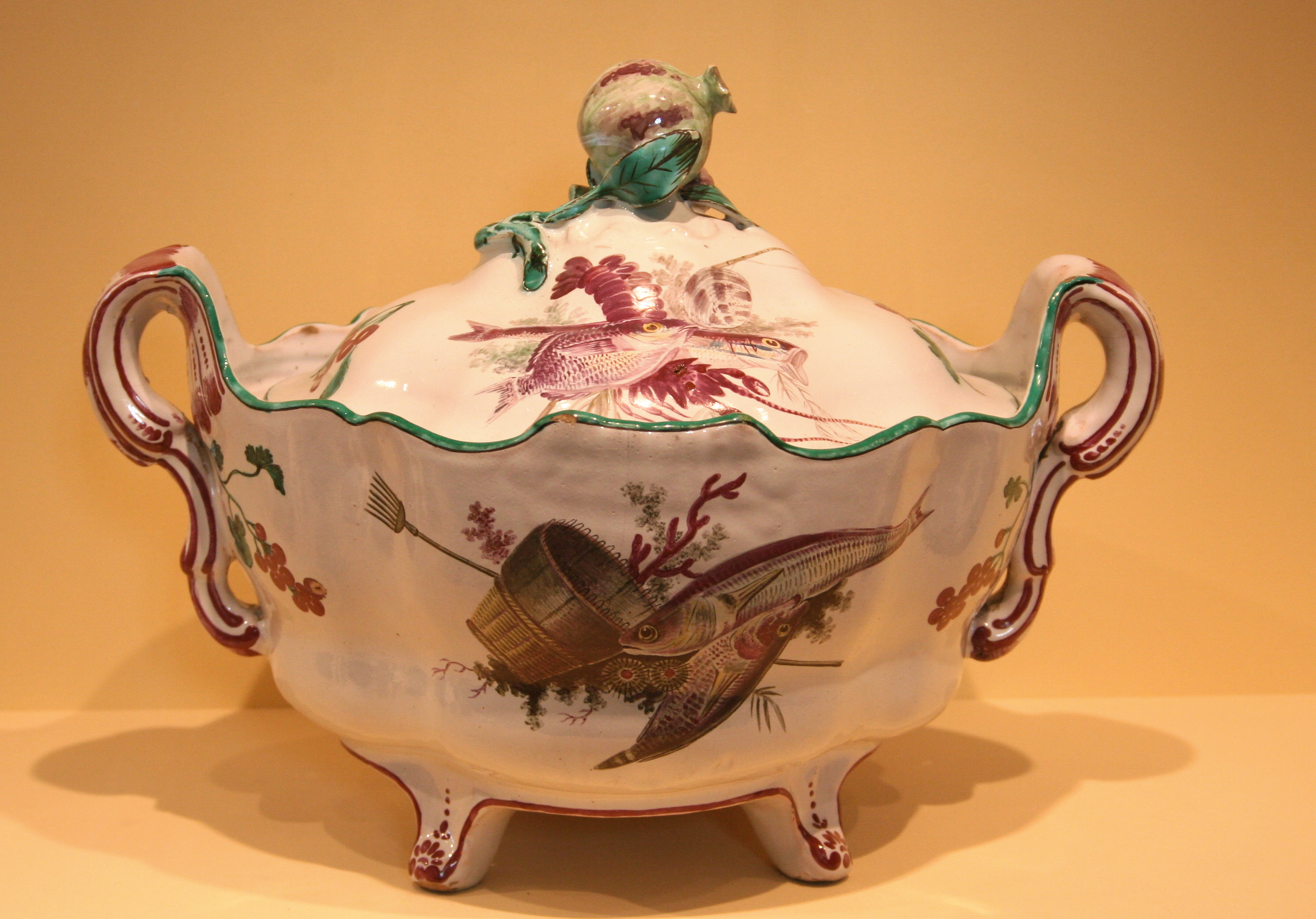
Pot à oille
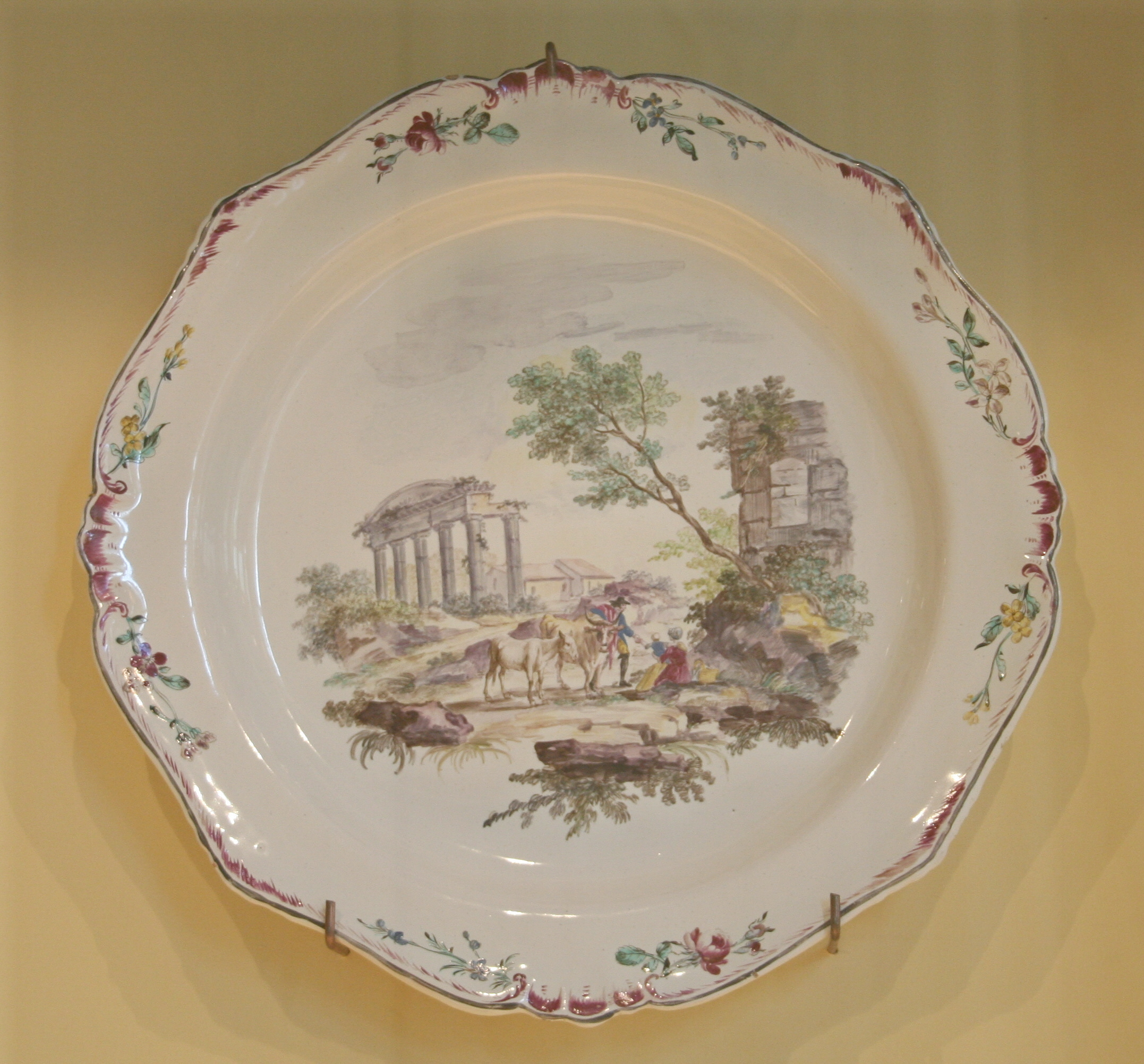
Plat circulaire
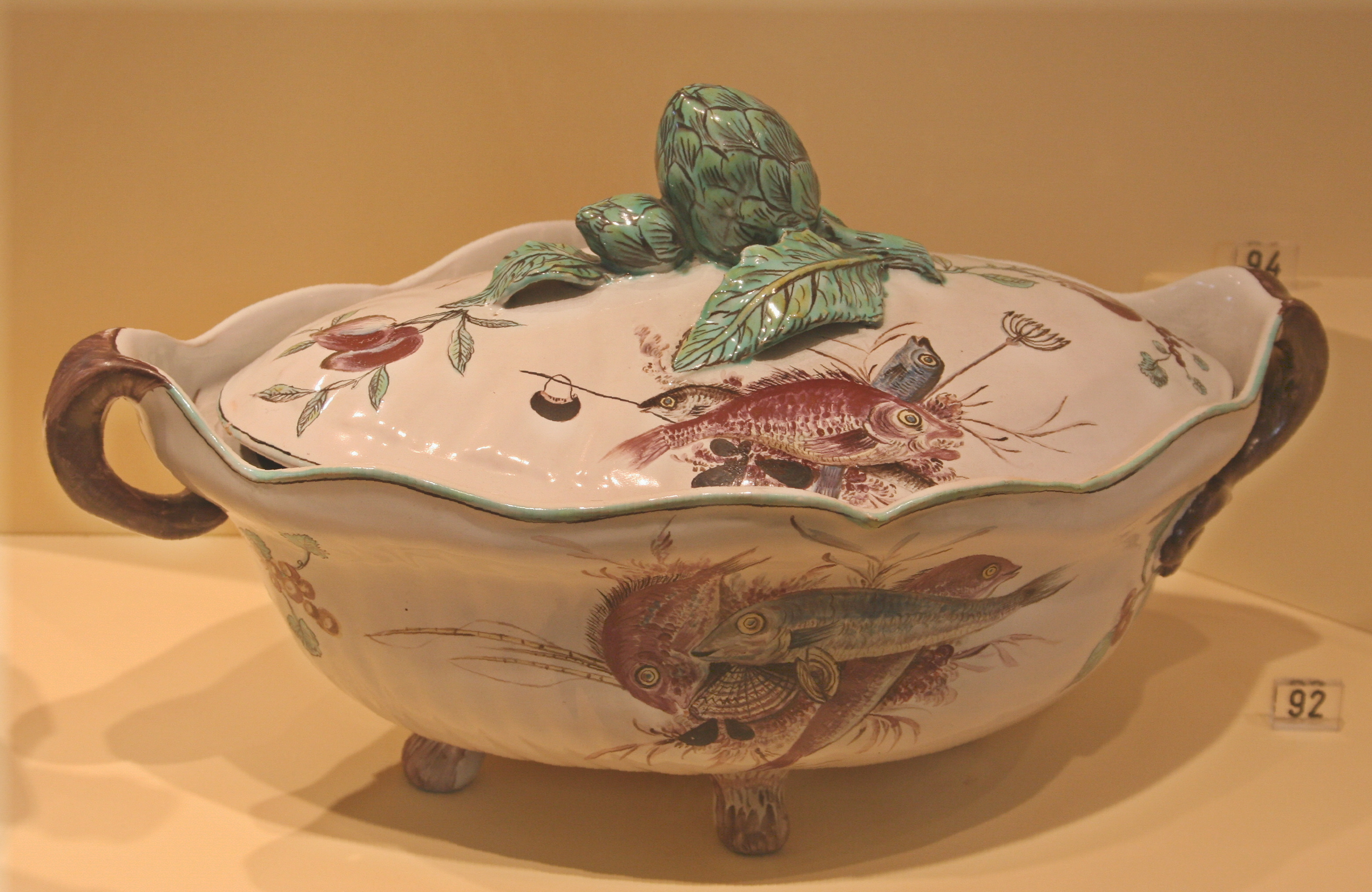
Terrine oblongue
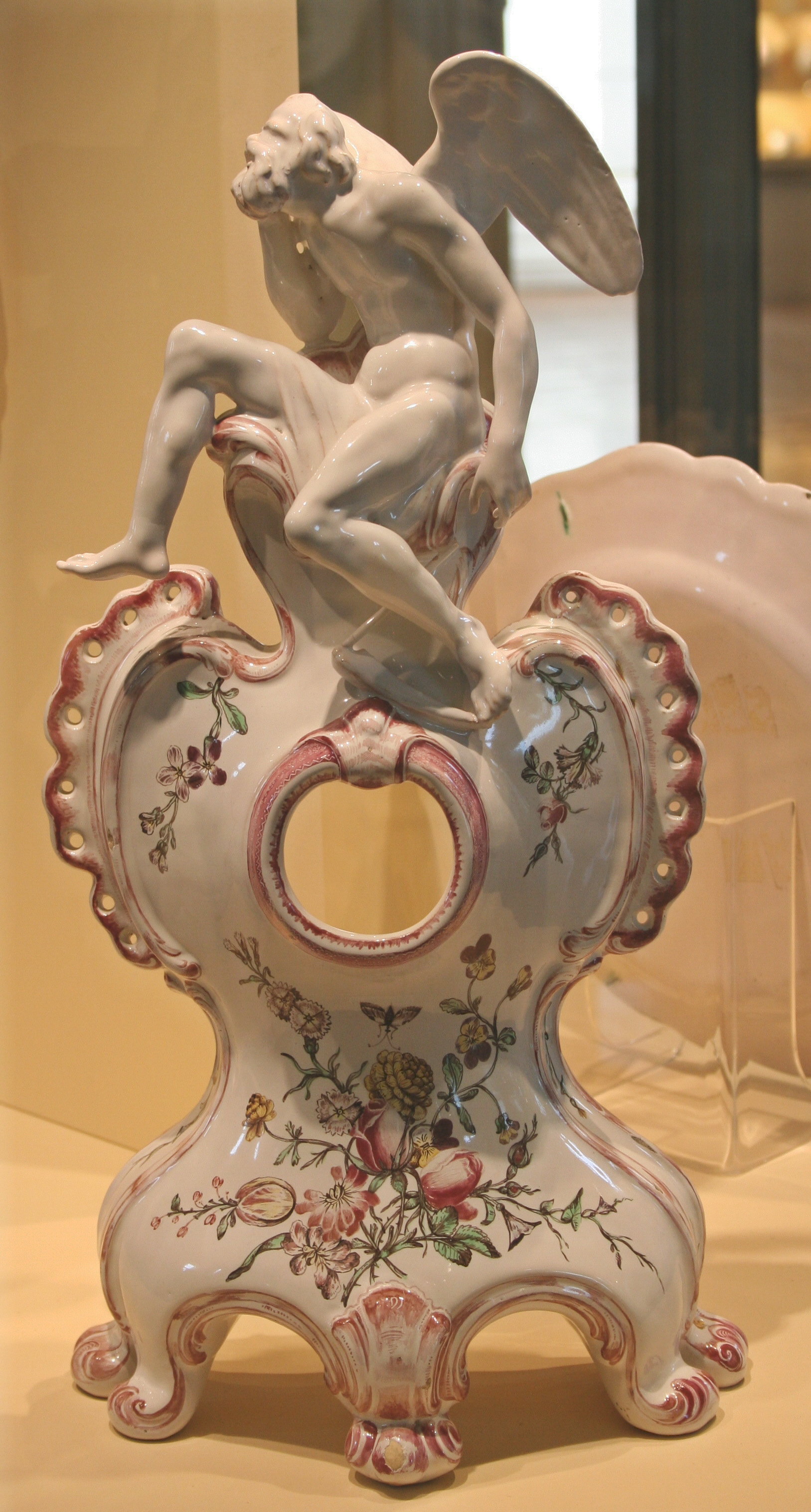
Porte montre

### Gaspard Robert
Gaspard Robert (1722-1799) travaille d’abord dans une fabrique de porcelaine puis de retour à Marseille, vers 1750, il collabore avec André Estieu que sa mère avait épousé en secondes noces. Il s’installe à son compte et à partir de 1761 sa faïencerie prend un essor prodigieux. Marié à Marguerite Defléchis, il n’aura pas d’enfant et se consacrera entièrement à son métier. Recevant de nombreux disciples, il s’agrandit constamment. En 1773, il s’associe avec Jean Jacob Dortu, originaire de Berlin, pour la production de porcelaine ; cette production concerne essentiellement une gamme d’objets de petite taille réservés à l’usage des collations entre les repas ou à celui des pièces de service. Sa fabrique fut également visitée par le comte de Provence. Il exporte en Europe du Nord et en Angleterre où ses liens avec la franc-maçonnerie lui ouvrent des débouchés.
En 1789, il est élu député du tiers-état pour représenter les faïenciers. Confronté à la crise économique de l’époque, il est obligé de cesser son activité vers 1794.
Les principaux types de décor utilisés dans la faïencerie Robert sont : décor en camaïeu sépia, vert, rose ou bleu ; décor à paysages polychromes ; décors à animaux ou poissons ou fleurs ; décor à motifs exclusivement dorés ; décor en haut relief.

Faïences Gaspard Robert
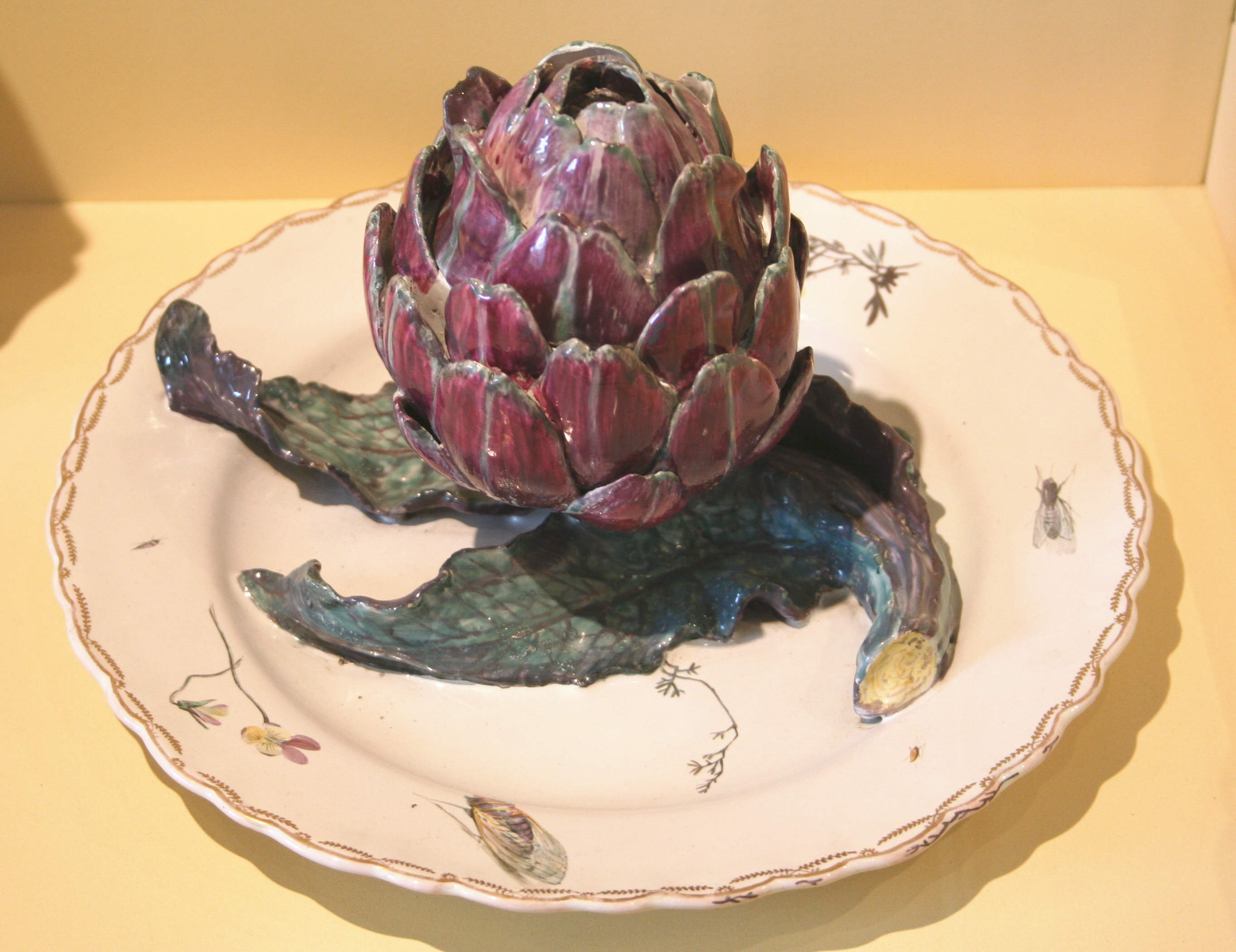
Saucière
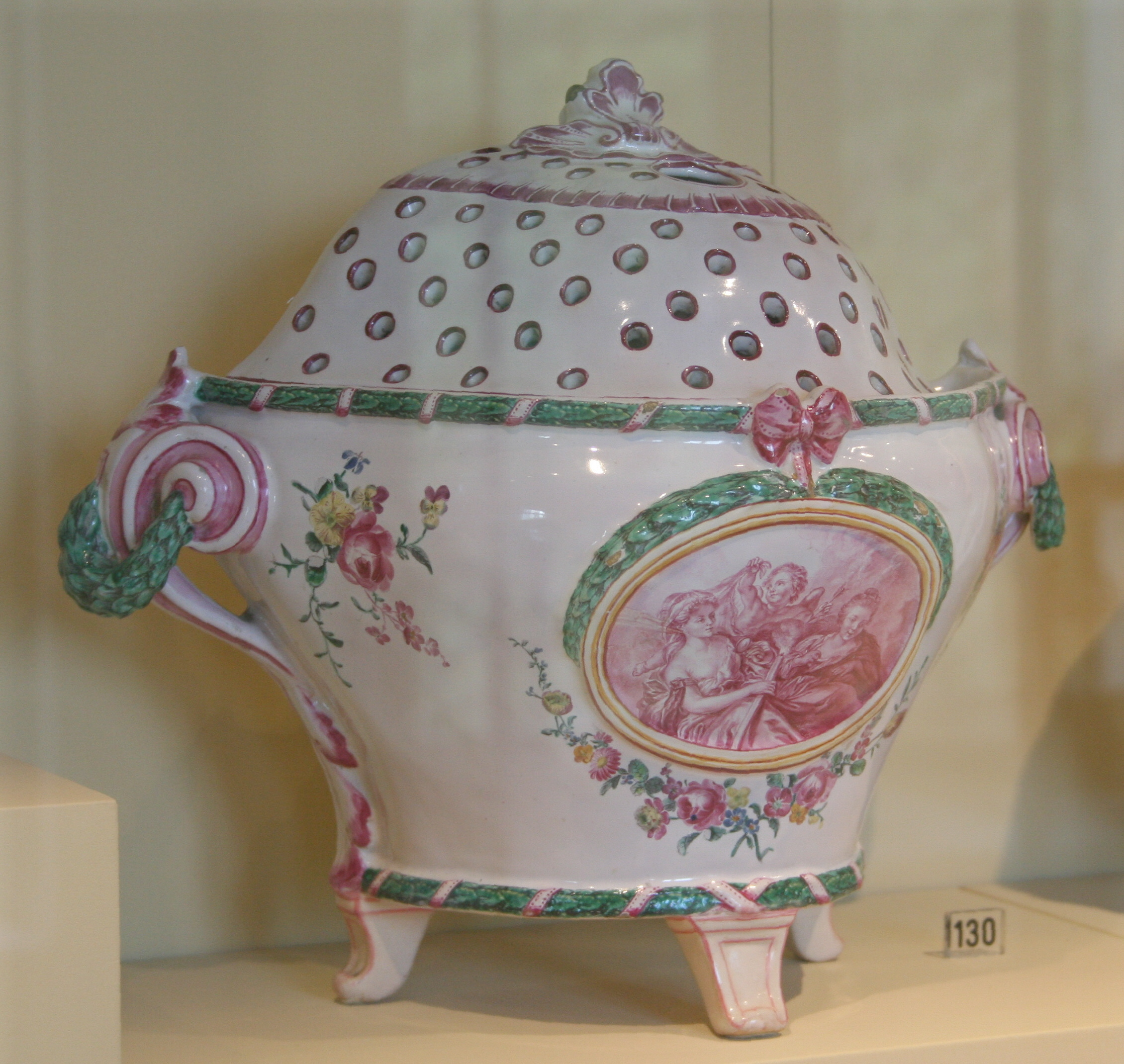
Pot pourri
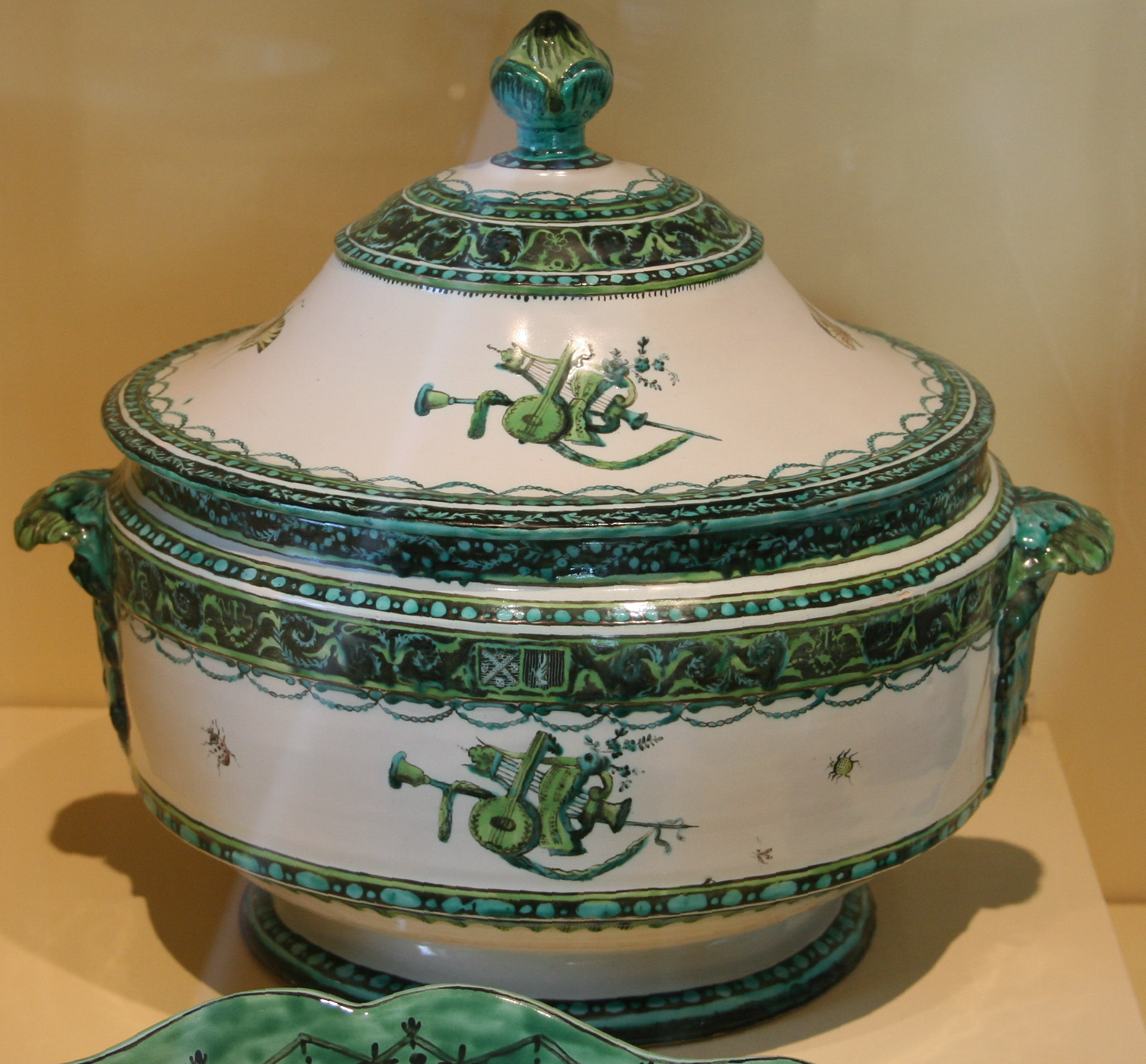
Pot à oille
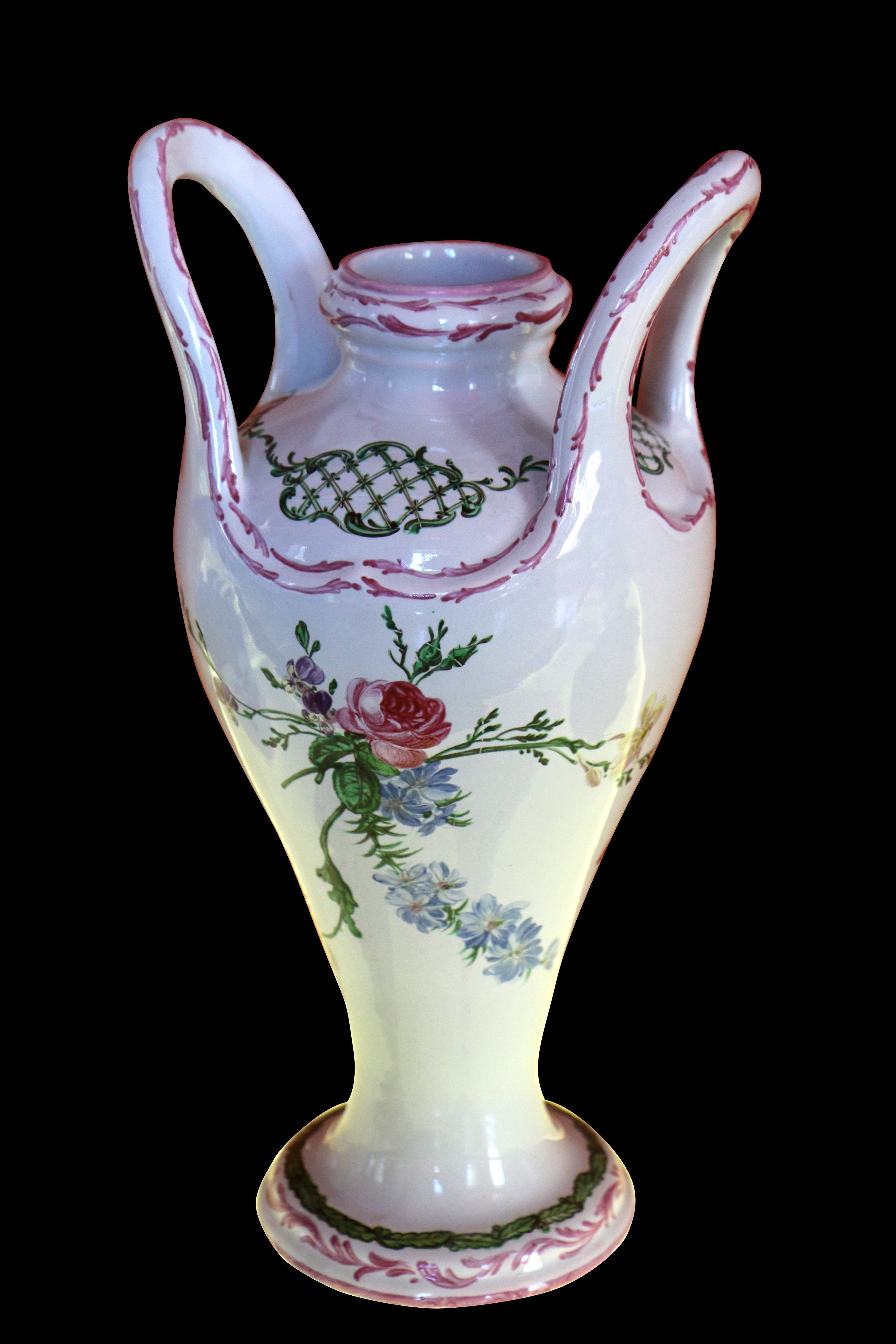
Vase balustre à anses

### Honoré Bonnefoy
Honoré Bonnefoy fut formé dans les ateliers de Gaspard Robert. En 1777, il créa une société avec son frère Joseph. De mauvaises affaires nécessitèrent leur séparation en 1778 et il continua seul la production. Il employa Viry qui était membre de l’académie de peinture et de sculpture. En 1793, il acheta des biens nationaux un grand terrain aux allées de Meilhan, proche de ses ateliers. Il mourut en janvier 1795. Sa veuve et son fils Augustin lui succédèrent et développèrent une fabrication de porcelaine. L’activité de la fabrique se poursuivit jusqu’en 1815, date de la fermeture de l’entreprise.
Les thèmes décoratifs de cette production comprennent surtout les marines, paysages et animaux peints en polychromie de petit feu. Il développa également une production de statuettes.

## Les autres faïences
Le musée présente également des faïences de Moustiers-Sainte-Marie (Alpes-de-Haute-Provence) où se fabrique également une production prestigieuse apparue légèrement plus tard vers 1680 mais qui se poursuivra jusqu’en 1982. Une reprise de cette production a été faite en 1927 grâce à Marcel Provence qui ouvre à cette date un atelier de fabrication et crée l’Académie de Moustiers. Cette activité se poursuit actuellement.

Les principaux faïenciers sont : Pierre Clérissy (1651-1728), Joseph Olérys (1697-1749) et Joseph Fouque (1720-1799). Parmi les nombreux décors utilisés, on peut citer : les scènes de chasse, les décors « à la Bérain », les personnages mythologiques, les médaillons entourés d’un ruban noué, les armoiries, les trophées avec drapeaux, les fleurs de solanées, les guirlandes de fleurs etc.
Des faïences d’autres centres sont également présentées : La Tour d'Aigues dont la fabrique fut créée par le baron de Bruny, Apt, le Castellet et Varages pour les ateliers provençaux mais aussi Gien et des productions modernes.

Autres Faïences
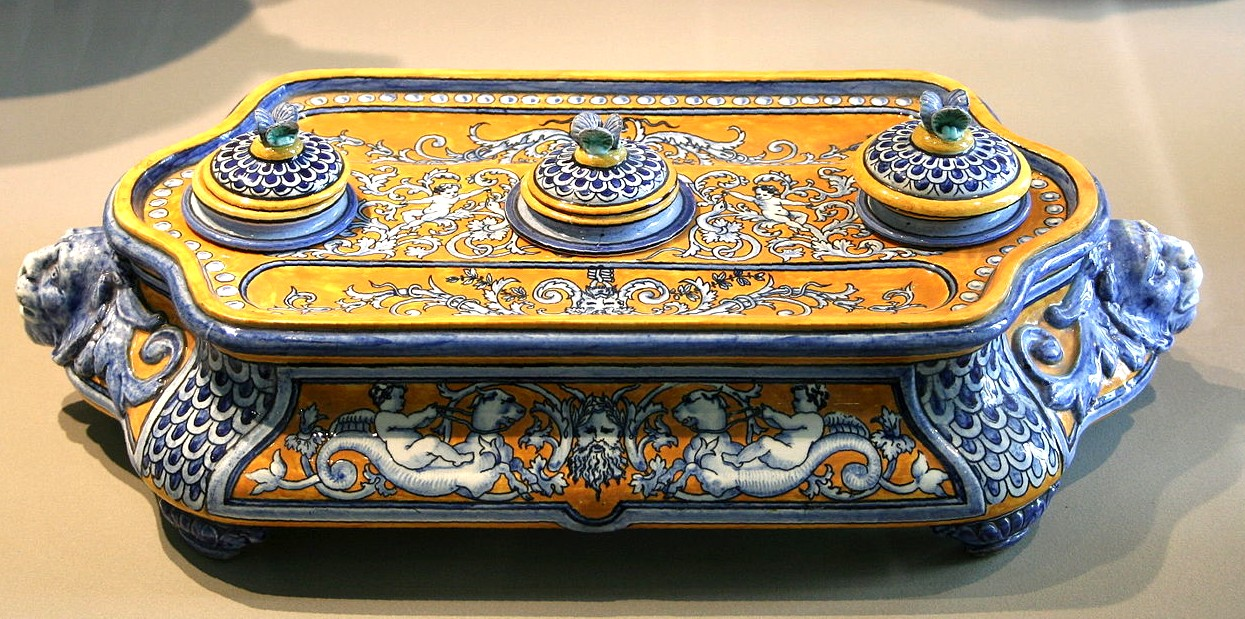
Gien, encrier
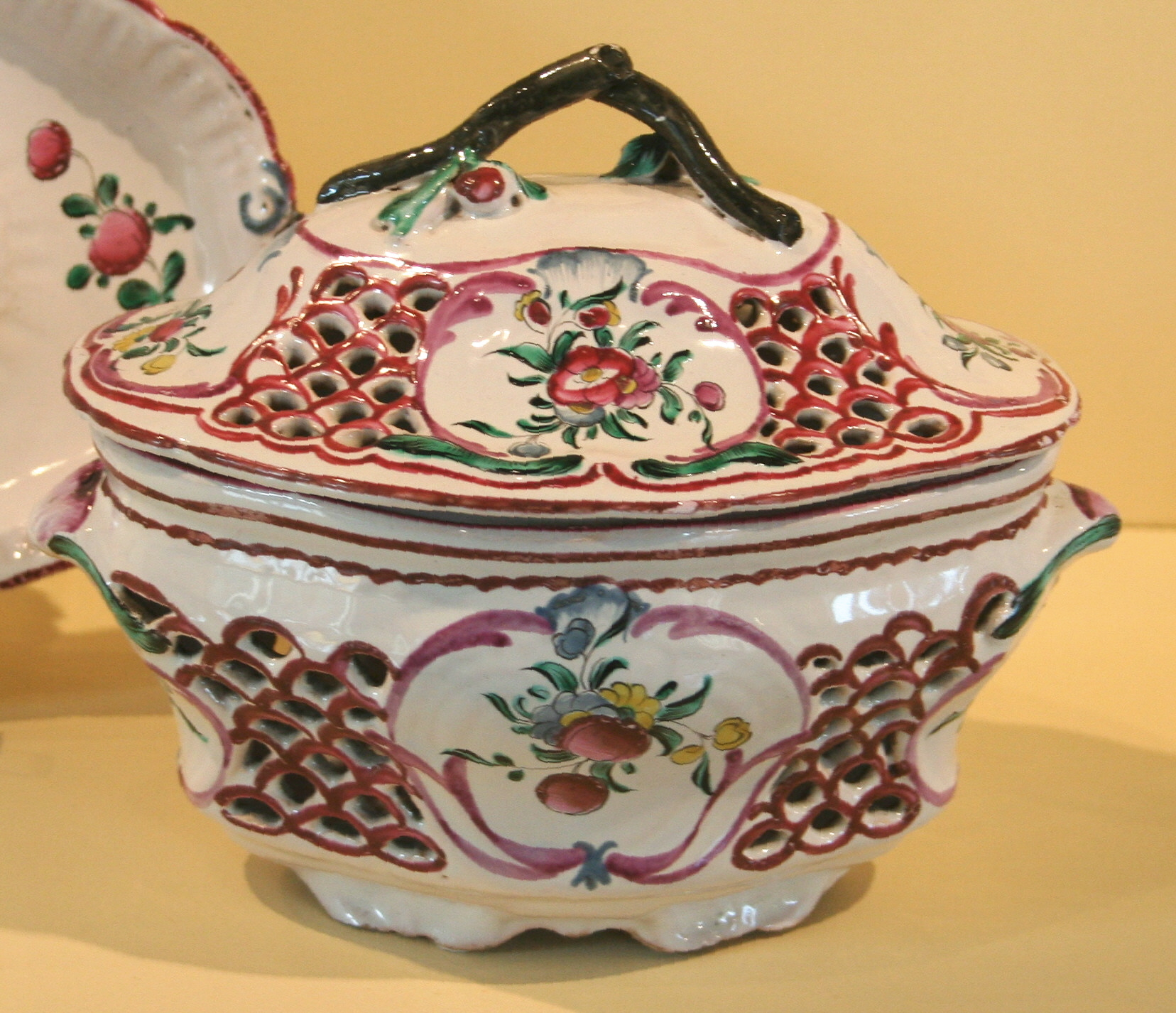
Moustiers, sucrier
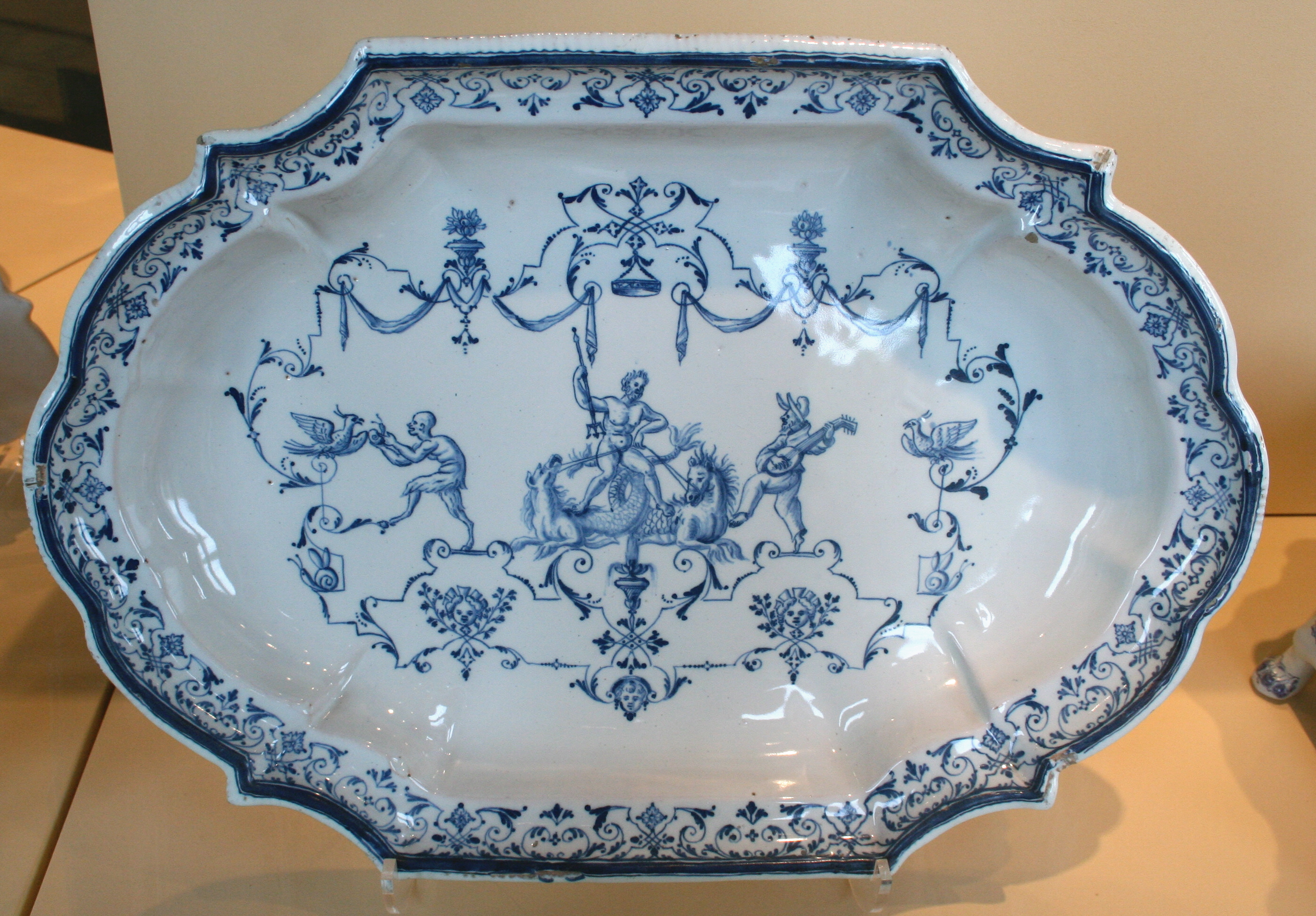
Moustiers, plat oblong
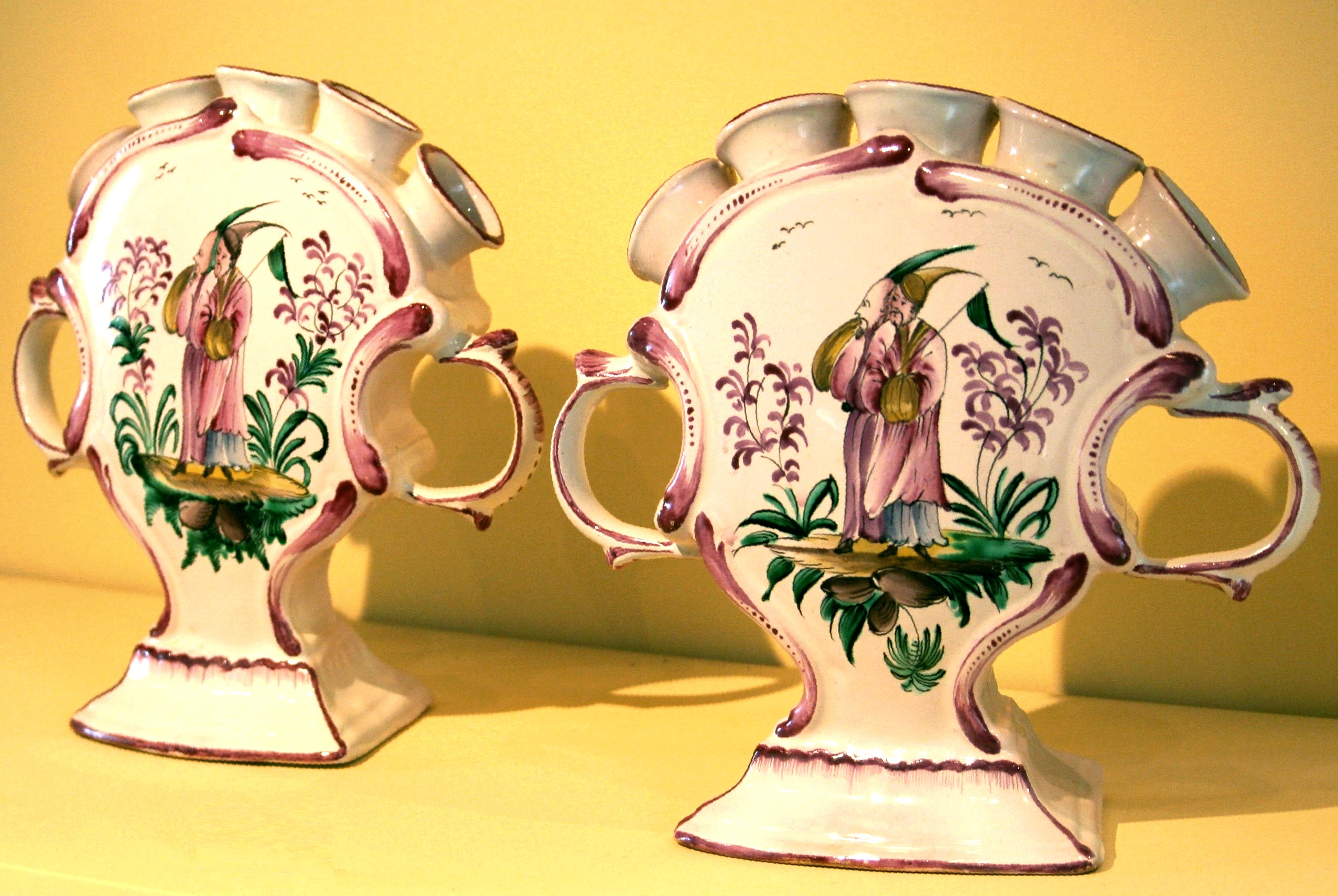
Varages, tulipiers